# Klavers van Engelen
Klavers van Engelen is een Nederlands kledingmerk ontstaan uit de handen van Niels Klavers (Raamsdonksveer, 1967) en Astrid van Engelen (Harmelen, 1970). Het label is van belang geweest voor het gezicht en succes van Nederlandse mode in het buitenland. De oorsprong van het merk ligt in 1998, waarbij aanvankelijk de naam van Niels Klavers wordt aangehouden. In 2002 houdt het merk op te bestaan om in het najaar van 2007 als Klavers van Engelen verder te gaan. De laatste collectie verschijnt in het najaar van 2011.

## Carrière
Niels Klavers en Astrid van Engelen studeerden beiden aan de Rietveld Academie in Amsterdam, hoewel niet tegelijkertijd. Niels Klavers sloot zijn opleiding af met de Masteropleiding van het Fashion Institute Arnhem, onderdeel van ArtEZ. Astrid van Engelen studeerde voorafgaand aan het Amsterdam Fashion Institute. In 1998 ontvangt Niels Klavers de Grand prix van het 13e Festival international de mode et de photographie. Vanaf dat moment ontwerpt het duo jaarlijks twee collecties om deze te presenteren tijdens de Paris Fashion Week, waarbij die voor herfst/winter 2002-2003 de laatste is. De doorstart in 2007, als Klavers van Engelen, markeert zich met het winnen van de eerste Mercedes-Benz Dutch Fashion Award. De allerlaatste collectieontwerpen, voor de zomer van 2012, worden niet meer te koop aangeboden. Het duo besluit dan dat 'het huidige economische klimaat niet langer verantwoord is om verder te gaan als onafhankelijk label'.

## Erkenning
- 1998: Grand prix van het 13e Festival international de mode et de photographie
- 2007: 1e Mercedes-Benz Dutch Fashion Award